# Nazionale femminile di pallamano della Bielorussia
La nazionale di pallamano femminile della Bielorussia rappresenta la Bielorussia nelle competizioni internazionali di pallamano femminile e la sua attività è gestita dalla federazione di pallamano della Bielorussia.

## Competizioni principali

### Mondiali
- 1997: 16º posto
- 1999: 14º posto

### Europei
- 2000: 11º posto
- 2002: 16º posto
- 2004: 16º posto
- 2008: 12º posto